# Am Tierpark

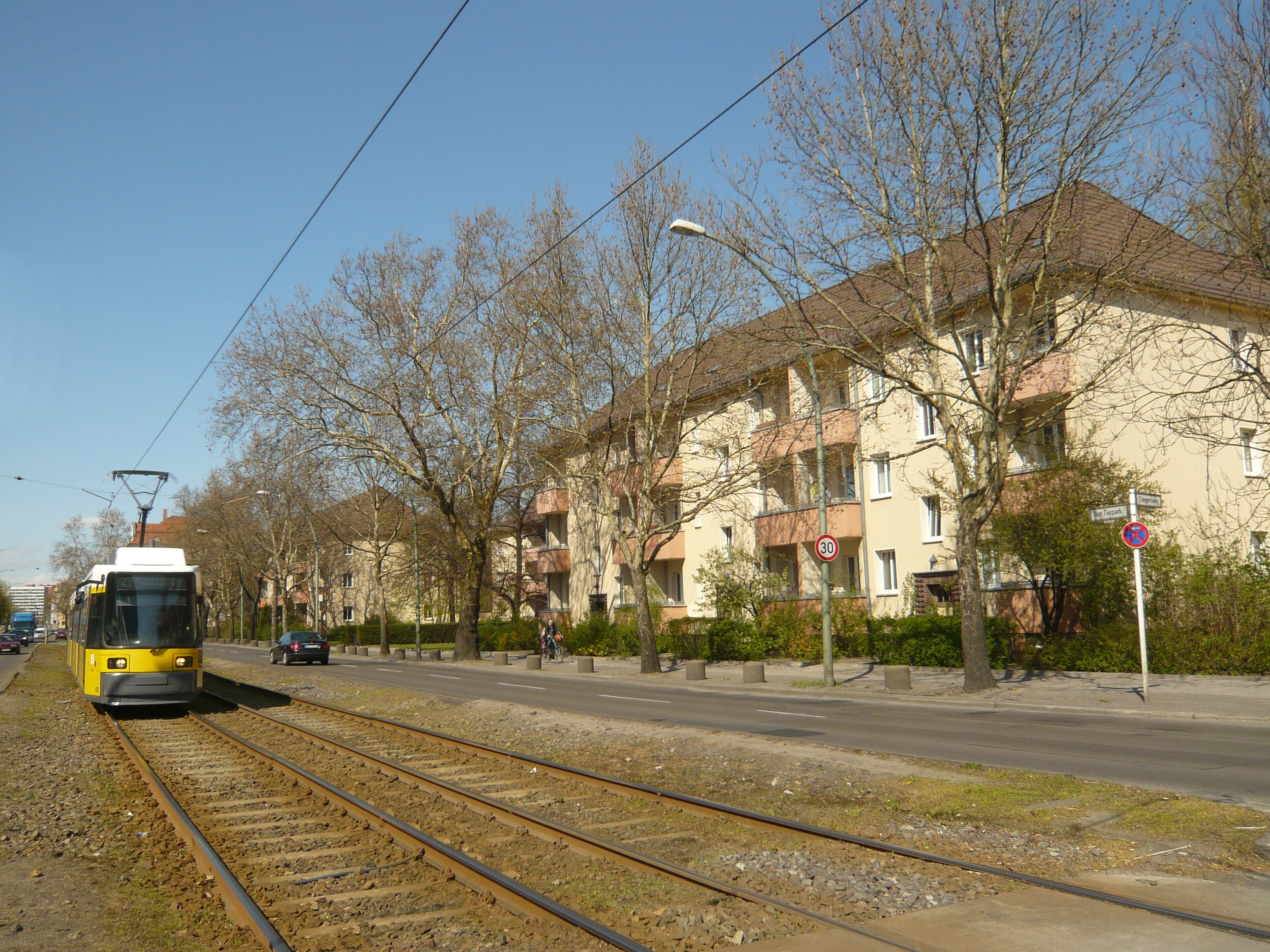
Am Tierpark

Am Tierpark ist eine Hauptstraße in Berlin-Friedrichsfelde. 

## Verlauf
Die Straße Am Tierpark verläuft in Nord-Süd-Richtung von der Kreuzung zur Hauptstraße Alt-Friedrichsfelde bis zur Eisenbahnbrücke unter der VnK-Strecke. Sie wird nördlich als Rhinstraße weitergeführt und südlich als Treskowallee.

## Geschichte
Seit 1897 war die Bezeichnung Schloßstraße, benannt nach dem anliegenden  Schloss Friedrichsfelde. In dieser Zeit war sie mit Miets- und Geschäftshäusern im Gründerzeitstil bebaut.
1945 verunglückte der sowjetische Stadtkommandant von Berlin Nikolai Bersarin hier. 
1955 wurde auf der östlichen Seite der Tierpark neu eröffnet, der für die Ost-Berliner Bevölkerung eine Alternative zum Zoologischen Garten in West-Berlin sein sollte.
Am 15. Juli 1961 wurde die Straße in Am Tierpark umbenannt, ebenso wie der nördliche Teil der Treskowallee.
In diesen Jahren wurden auf der westlichen Seite zahlreiche Neubauhochhäuser errichtet. 
Zwischen 2009 und 2013 erfolgten im nördlichsten Straßenabschnitt zwischen Alt-Friedrichsfelde und Alfred-Kowalke-Straße Straßenverbreiterungsarbeiten, um den Verkehr an dieser vielbefahrenen Kreuzung zu beschleunigen. Die Straßenbahn erhielt ein eigenes Gleisbett in der Mitte; gleichzeitig wurden Regenwasser- und Wasserleitungen erneuert. Das Bezirksamt Lichtenberg und die Berliner Verkehrsbetriebe stellten dafür rund 11 Million Euro zur Verfügung.

## Bebauung und Denkmale

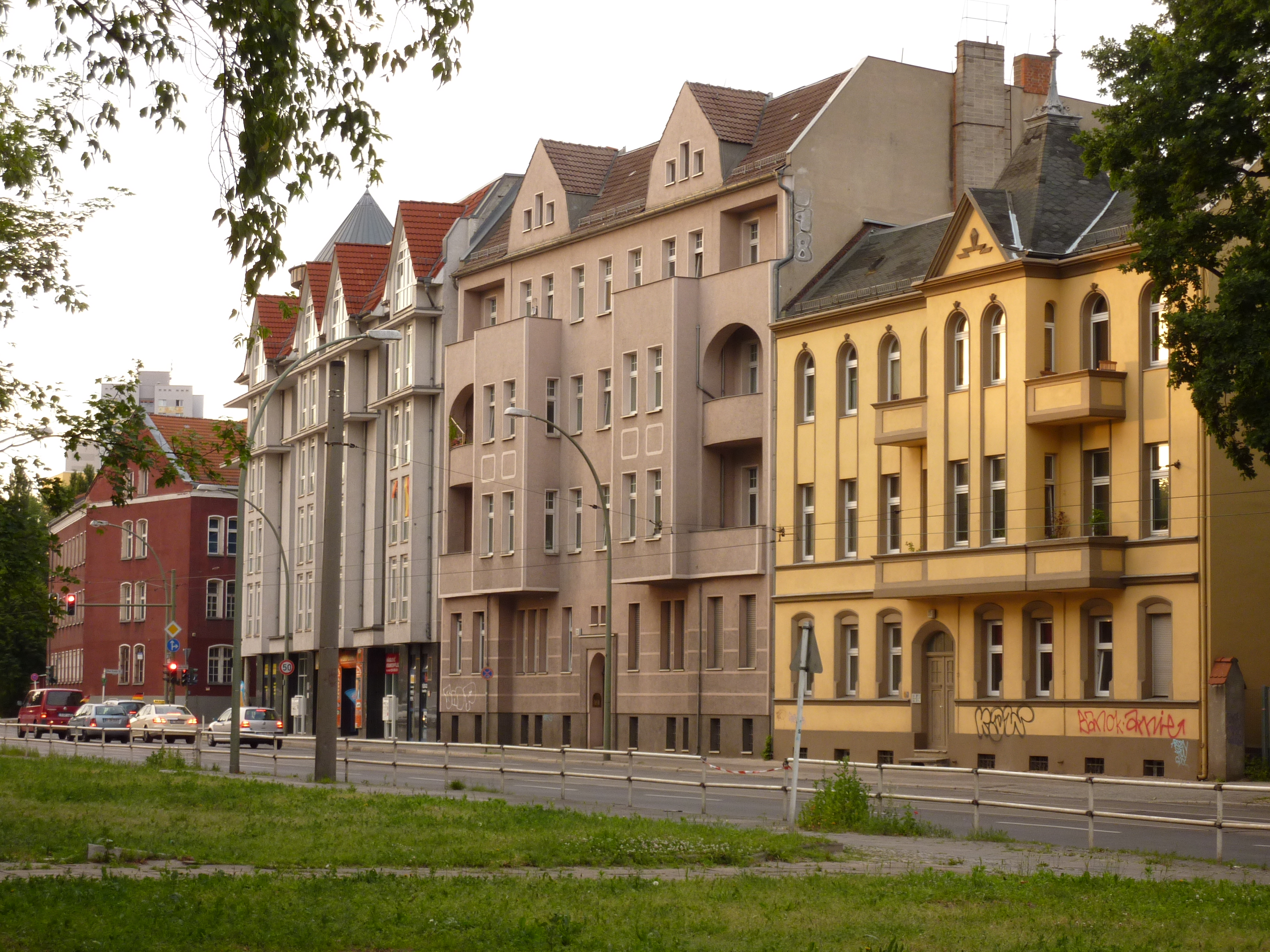
Altbauwohnhäuser

Die Straße Am Tierpark ist geprägt durch Hochhäuser auf der westlichen Seite, besonders im nördlichen Teil.
In den südlichen Bereichen haben sich einige historische Mietshäuser erhalten.
Auf der westlichen Seite befindet sich der Tierpark mit dem historischen Schloss Friedrichsfelde. Dort gibt es einige weitere Kulturdenkmale. Im Bereich des Bärenschaufensters befinden sich drei Brunnenanlagen, die 1978 und 1982 installiert wurden. Die eine ist Theodor Fontane gewidmet und stammt aus der Werkstatt von Hans-Detlev Hennig, die andere heißt ‚Spree und Havel‘ und wurde nach Vorlagen von Dietrich Grüning angefertigt, die dritte wurde ‚Märkischer Brunnen‘ getauft und von Christiane Wartenberg projektiert.
An der Straße liegt außerdem der U-Bahnhof Tierpark und das Einkaufszentrum TierparkCenter.
In der unmittelbaren Nachbarschaft liegt die Dorfkirche Friedrichsfelde.
Die Straße Am Tierpark wird in ganzer Länge von den Straßenbahnen M17, 27 und 37 durchfahren.  